# Ĵ
Ĵはラテン文字 J にサーカムフレックス (^) を付けた文字で、エスペラント・アルファベットの 14 番目の字母。小文字は ĵ。音価は有声後部歯茎摩擦音 [ʒ]。エスペラントでは歯茎閉鎖 [d] を伴う有声後部歯茎破擦音 [dʒ] には文字 Ĝ が与えられており、これとは区別される。
エスペラントによる文字名称は ĵo （[ʒo]、ジョー）。JIS X 0213 による日本語名称は「サーカムフレックスアクセント付きJ」。

## エスペラントにおける Ĵ の使用
エスペラントでは Ĵ は Ĥ に次いで使用頻度が低い。例を示す。
- 接尾辞 -aĵ- の付く語
  - glaciaĵo 「アイスクリーム」 ← glacio 「氷」
  - novaĵo 「ニュース」 ← nova 「新しい」
- 『Unua Libro』に示されている語
  - ĵeti 「投げる」
  - ĵuri 「誓う」
  - ĵaŭdo 「木曜」
- 『エスペラントの基礎』で加えられた語
  - ĵus 「ちょうど」
  - ĵongli 「ジャグリングする」
  - deĵori 「当番を勤める」
  - ĵaluza 「妬ましい」

新しい借用語では、元の綴りに j が使ってあると、元の発音が [dʒ] であるか [ʒ] であるかを問わず ĵ を使う傾向がある。例を示す。
- ĵurnalo 「新聞」
- ĵazo 「ジャズ」
- ĵudo 「柔道」
- piĵamo 「パジャマ」

Ĝ と Ĵ の最小対は、次の例がほぼ唯一のものである。
- aĝo 「年齢」 ←→ aĵo 「もの」

## 文字コード

### コンピューター用文字コード
| 大文字 | Unicode | JIS X 0213 | 文字参照       | 小文字 | Unicode | JIS X 0213 | 文字参照       | 備考 |
| ------ | ------- | ---------- | -------------- | ------ | ------- | ---------- | -------------- | ---- |
| Ĵ      | U+0134  | 1-10-60    | &#x134; &#308; | ĵ      | U+0135  | 1-10-66    | &#x135; &#309; |      |

### その他の文字コード
| 点字 | モールス符号 |
| ---- | ------------ |
|      | ・－－－・   |